# كأس اليونان 1964–65
كأس اليونان 1964–65 (باليونانية: Κύπελλο Ελλάδος ποδοσφαίρου ανδρών 1964-65)‏ هو الموسم 23 من كأس اليونان. أشرف على تنظيمه الاتحاد الإغريقي لكرة القدم، وفاز فيه نادي أولمبياكوس.